# Bài toán Brocard
Bài toán Brocard là bài toán mở trong toán học yêu cầu tìm các giá trị nguyên của {\displaystyle n} và {\displaystyle m} sao cho
{\displaystyle n!+1=m^{2},}
với {\displaystyle n!} là giai thừa. Nó được đưa bởi Henri Brocard trong hai bài báo vào 1876 và 1885, và độc lập trong 1913 bởi Srinivasa Ramanujan.

## Số Brown
Các cặp {\displaystyle (n,m)} giải bài toán Brocard được đặt tên cặp số Brown bởi Clifford A. Pickover trong quyển sách năm 1995 của ông: Chìa khóa tới vô cực, sau khi biết được bài toán từ Kevin S. Brown. Hiện vào tháng 5 năm 2021, chỉ có 3 cặp số Brown được biết:
(4,5), (5,11), và (7,71)
dựa trên các đẳng thức sau:
4! + 1 = 52 = 25,
5! + 1 = 112 = 121
7! + 1 = 712 = 5041
Paul Erdős phỏng đoán rằng không nghiệm nguyên nào khác tồn tại. Tìm kiếm bằng máy tính lên tới 1015 cũng không thấy nghiệm nào khác tồn tại.

## Quan hệ với giả thuyết abc
Từ giả thuyết abc sẽ ra được chỉ có hữu hạn số Brown.
Tổng quát hơn, từ giả thuyết ta cũng sẽ chứng minh được
{\displaystyle n!+A=k^{2}}
có hữu hạn số nghiệm với bất kỳ số nguyên {\displaystyle A}, và
{\displaystyle n!=P(x)}
có hữu hạn số nghiệm nguyên với bất kì đa thức {\displaystyle P(x)} với bậc không nhỏ hơn 2 và hệ số nguyên.